# Villa 31

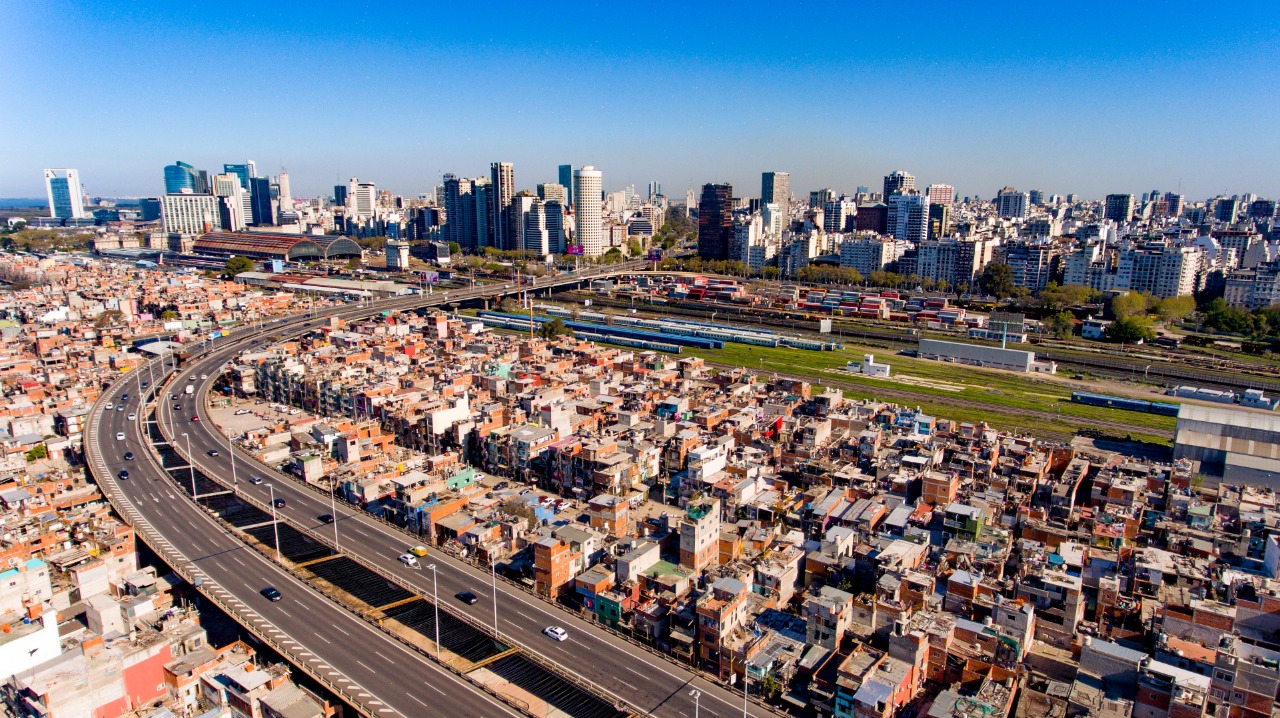
Le contraste entre la Villa 31 et les quartiers riches de Buenos Aires, ainsi que de l'autoroute Illia

La Villa 31, parfois appelée Barrio Padre Mugica ou Barrio 31, est un grand bidonville situé dans le quartier Retiro à Buenos Aires, près de la gare locale. Sa population est d'environ 40 000 habitants, dont beaucoup sont des immigrés paraguayens ou de boliviens. La plupart ont moins de 40 ans.
La première trace du bidonville date de 1932, lorsque certains immigrants et travailleurs, à la suite de la Grande Dépression en Argentine, ont commencé à occuper la zone en raison de sa proximité avec le port de Buenos Aires. Le bidonville était un refuge pour les personnes de classe inférieure, venues du reste de l’Argentine, en particulier du nord du pays. Le bidonville attirait également des immigrants des pays voisins. C’est devenu une caractéristique essentielle du bidonville.
Le bidonville est un symbole d'inégalité du pays car il se trouve à proximité des zones économiques les plus importantes de Buenos Aires, comme Recoleta ainsi que du secteur le plus valorisé du quartier Retiro. Les gouvernements successifs ont tenté d'expulser la zone sans résultat pendant des décennies, entraînant parfois une croissance de la zone. L'opposition à l'expulsion de la Villa 31 était représentée par certains groupes d'habitants et organisations de gauche. Après de longues discussions et débats, le gouvernement de Buenos Aires a reconnu la légalité et le droit de propriété des habitants du bidonville,.
Le conseil municipal prévoyait de rénover le quartier d'ici 2020, en améliorant les logements, offrant la possibilité aux gens de devenir propriétaires et en raccordant l'électricité, l'eau et les égouts aux installations. Le plan de 320 millions de dollars, financé par la Banque mondiale et la Banque interaméricaine de développement, visait à réinstaller les squatteurs dans 1 350 nouveaux logements. Au moins 30 % des résidents craignaient de ne pas être relogés.

## Histoire
Auparavant, la villa 31 était une vaste zone sans infrastructure moderne à proximité de la gare. En raison de sa proximité avec le port, le gouvernement — en tant que propriétaire du lieu — a décidé de ne pas occuper la Villa 31 afin de réaliser certains projets comme la construction de bâtiments gouvernementaux, d'universités et d'installations pour la zone portuaire. L'Argentine était une destination populaire pour de nombreux immigrants européens pauvres. Le gouvernement a ensuite autorisé, à titre provisoire, l'utilisation de la zone comme lieu d'habitation temporaire pour les immigrants européens (comme les italiens, les polonais, entre autres). La première modernisation de la zone a eu lieu avec la construction de maisons en zinc, bois et carton. Malgré les efforts de modernisation, certaines personnes vivent toujours en 2020 dans des wagons inutilisés et dans des bâtiments à proximité de la voie ferrée.
Malgré le fait qu'ils aient été expulsés à plusieurs reprises, le secteur n'a jamais cessé d'être une zone de maisons pauvres, défiant toujours les autorités et grandissant comme une petite ville à l'intérieur de Buenos Aires. À cette époque, ils utilisaient différents noms comme "Villa Desocupación" ("Villa de l'inactivité/chômage") ou "Villa Esperanza" ("Villa de l'Espoir"). La croissance du bidonville a toujours été liée à la suite de la crise de l'économie argentine et des tentatives militaires d'éradication du bidonville.

Paroisse Christ ouvrier (Parroquia Cristo Obrero) de la villa, l'église est classée lieu historique selon les lois de la ville

La villa fut un lieu d'action du Mouvement des Prêtres pour le Tiers Monde, rendant célèbre le prêtre Carlos Mugica, militant contre l'éradication du bidonville. Certaines personnes ont commencé à appeler le bidonville "Barrio Padre Mugica" peu après l’assassinat de Mugica. La villa possède une paroisse "Cristo Obrero" (Christ ouvrier) créée par Mugica et son groupe de prêtres qui servait à donner la messe ce qui conduit le Pape François à montrer son soutien aux activités des prêtres des villas.
Le bidonville a été un sujet de discussion fréquent en Argentine concernant le droit au logement. Le maire Horacio Rodríguez Larreta a reconnu la légalité du bidonville puis a entamé un processus d'intégration du bidonville. Le gouvernement de Buenos Aires, avec Larreta comme maire, a annoncé que le métro de Buenos Aires aura des stations dans le bidonville. Certains critiques affirment que Larreta veut faire du tourisme de bidonvilles ou de la gentrification,. À la suite de ce projet, un McDonald's a même ouvert, employant les habitants de la villa.

## Culture populaire
Ce bidonville, comme bien d'autres, a inspiré le feuilleton TV argentin telenovela La 1-5/18 et a fait l'objet de nombreux livres comme La Villa de César Aira.
Le bidonville a accueilli des installations sportives et d'entraînement lors des Jeux olympiques de la jeunesse d'été de 2018 à Buenos Aires.